# パリ万国博覧会 (1855年)

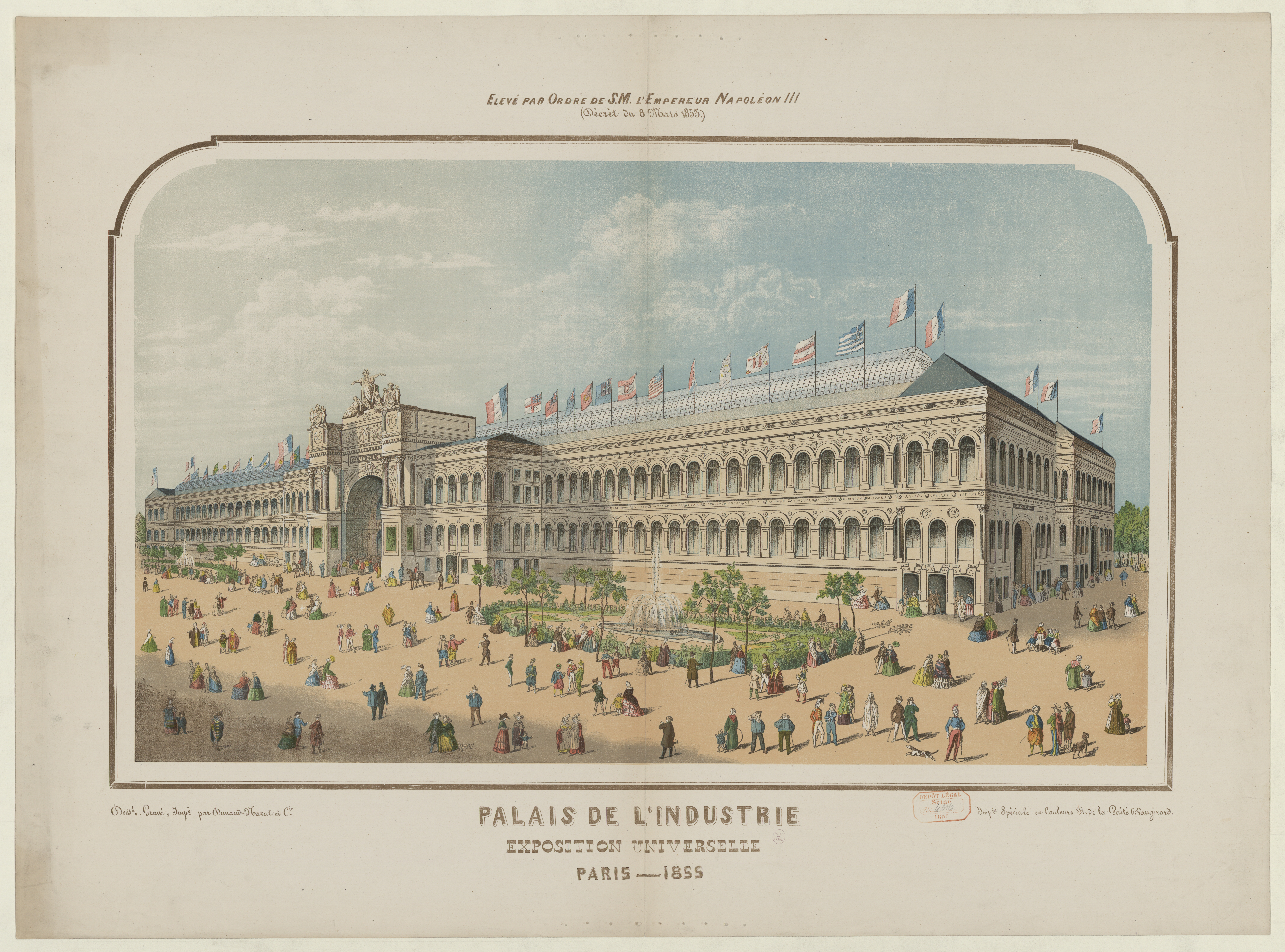
産業宮 (Palais d'Industrie)

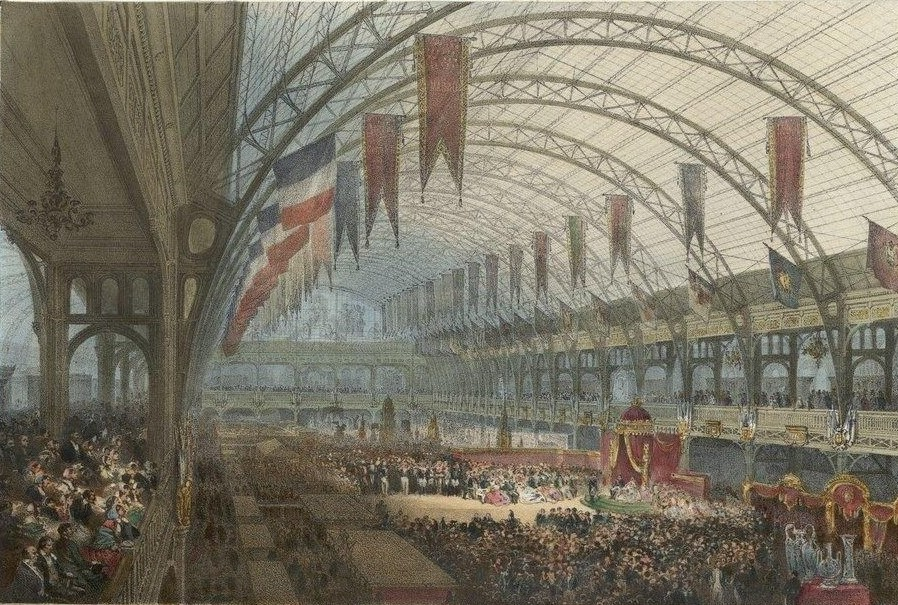
産業宮の内部

1855年のパリ万国博覧会（せんはっぴゃくごじゅうごねんのパリばんこくはくらんかい、仏：Exposition Universelle de 1855）は、1855年5月15日から11月15日までフランス・パリのシャンゼリゼ通りに面した会場で開催された国際博覧会である。博覧会の正式名称は「Exposition Universelle des produits de l'Agriculture, de l'Industrie et des Beaux-Arts de Paris 1855」である。34ヶ国が参加し、会期中516万人が来場した。パリにおいて初めての国際博覧会である。

## 概要
1852年に皇帝となったナポレオン3世の統治下で開催された、この第1回パリ万国博覧会は当時のフランスにとって一大イベントであった。1851年のロンドン万国博覧会を追って、さらにはロンドンの水晶宮を上回るべく産業宮（Palais de l'Industrie ）が建設された。第1回パリ万博の産業・芸術展示品は前回のロンドンでの展示品に勝るものであったとされている。
公式の報告によると、会期中の来場者は516万2330人で、そのうち約420万人が産業品展示会場に入場し、約90万人が芸術展示
会場に入場した。開催に要した費用が約500万ドルだったのに対し、利益は支出のわずか1割ほどであった。会場の広さは16ヘクタールで、34ヶ国が参加した。
この万国博覧会から公式にボルドーワインの格付けが始まった。